# Berești-Bistrița (gmina)
Berești-Bistrița – gmina w Rumunii, w okręgu Bacău. Obejmuje miejscowości Berești-Bistrița, Brad, Climești i Pădureni. W 2011 roku liczyła 1983 mieszkańców.